# Bet-at-home Cup Kitzbühel 2014
Bet-at-home Cup Kitzbühel 2014 — тенісний турнір, що проходив на ґрунтових кортах у місті Кіцбюель, Австрія з 28 липня. Належав до категорії ATP World Tour 250, був турніром серії Austrian Open Kitzbühel 2014 року.

## Фінальна частина

### Одиночний розряд
Давід Ґоффен —  Домінік Тім 4–6, 6–1, 6–3

### Парний розряд
Генрі Контінен /  Яркко Ніємінен —  Даніеле Браччалі /  Андрій Голубєв 6–1, 6–4